# Scalenostoma
Genre
Synonymes
- Hyperlia Pilsbry, 1918[1]
- sous-genre Odostomia (Scalenostoma)[1]
- Stilimella Laseron, 1955[1]

Scalenostoma est un genre de mollusques gastéropodes au sein de la famille Eulimidae. Les espèces rangées dans ce genre sont marines et parasitent des échinodermes ; l'espèce type est Scalenostoma carinatum.

## Distribution
Certaines espèces comme Scalenostoma babylonia sont notamment présentes sur les côtes atlantique et pacifique des États-Unis.

## Liste d'espèces
Selon World Register of Marine Species (28 août 2017) :
- Scalenostoma babylonia (Bartsch, 1912)
- Scalenostoma carinatum Deshayes, 1863
- Scalenostoma lodderae (Petterd, 1884)
- Scalenostoma mariei P. Fischer, 1886
- Scalenostoma perrierae Barros, Padovan & Santos, 2001
- Scalenostoma subulatum (Broderip, 1832)